# Виборчий округ 2
Виборчий округ 2 — виборчий округ в Автономній Республіці Крим, який внаслідок окупації Кримського півострову Російською Федерацією в 2014 році, тимчасово не перебуває під контролем України і вибори в ньому не проводяться. В сучасному вигляді був утворений 28 квітня 2012 постановою ЦВК №82 (до цього моменту існувала інша система виборчих округів). Внаслідок подій 2014 року в цьому окрузі вибори були проведені лише один раз, а саме парламентські вибори 28 жовтня 2012. Станом на 2012 рік окружна виборча комісія цього округу розташовувалась в будівлі Київської районної в місті Сімферополі ради за адресою м. Сімферополь, бульв. Франка, 25.
До складу округу входять Київський район міста Сімферополь та частина Сімферопольського району (все що на схід від міста Сімферополь, окрім Первомайської та Новоандріївської сільських рад). Виборчий округ 2 межує з округом 10 на південному і північному заході, з округом 1 на заході, з округом 8 на півночі і на сході та з округом 7 на південному сході. Виборчий округ №2 складається з виборчих дільниць під номерами 010583-010595, 010601-010603, 010631-010637, 010647-010648 та 011128-011200.

## Народні депутати від округу
| Ім'я                    | Фото | Партія | Скликання | Дата набуття повноважень | Дата припинення повноважень |
| ----------------------- | ---- | ------ | --------- | ------------------------ | --------------------------- |
| Миримський Лев Юлійович |      | Союз   | 7-ме      | 12 грудня 2012           | 27 листопада 2014           |

## Результати виборів
Кандидати-мажоритарники:
- Миримський Лев Юлійович (Союз)
- Кіскін Степан Степанович (Комуністична партія України)
- Сидорова Абіба Іскандарівна (Батьківщина)
- Калюбін Юрій Олексійович (УДАР)
- Спірідонов Олександр Юрійович (Руська єдність)
- Аксьонова Надія Вікторівна (Українська партія «Зелена планета»)
- Лось Анатолій Миколайович (Русь Єдина)
- Андрєєва Яна Сергіївна (Партія зелених України)
- Петров Анатолій Іванович (самовисування)
- Януцик Олексій Юрійович (самовисування)
- Гордієнко Сергій Володимирович (Зелені)
- Щербакова Ангеліна Миколаївна (Нова політика)
- Куценко Сергій Володимирович (Молодіжна партія України)
- Белов Дмитро Юрійович (Українська морська партія)
- Пруденко Юрій Валентинович (Союз. Чорнобиль. Україна.)
- Горенкін Валерій Анатолійович (Віче)
- Золотарьов Павло Олександрович (Об'єднані ліві і селяни)
- Судраб Андрій Володимирович (Центр)
- Міхайлутіна Ніна Петрівна (Держава)
- Новіков Віталій Сергійович (Народна ініціатива)